# Chymomyza olympia
Chymomyza olympia är en tvåvingeart som beskrevs av Wheeler 1960. Chymomyza olympia ingår i släktet Chymomyza och familjen daggflugor.
Artens utbredningsområde är Washington. Inga underarter finns listade i Catalogue of Life.